# Щипакин, Лев Николаевич
Лев Николаевич Щипа́кин (1898, Пермь — 1979, Москва) — советский инженер, директор проектного института «Промстальконструкция» (1953—1969).

## Биография
Родился в 1898 году в Перми.
Получил высшее образование в Петрограде, окончив в 1925 году Ленинградский институт инженеров путей сообщения — факультет сухопутных сообщений, по специальности инженер-мостовик.
Участвовал в восстановлении разрушенных во время Гражданской войны мостовых сооружений на Урале, руководил сооружением металлоконструкций при строительстве заводов в Туле, Липецке, на Донбассе. Член ВКП(б).
В годы Великой Отечественной войны руководил группой инженеров на восстановлении переправы через Днепр. Затем участвовал в строительстве ряда станций первой очереди Московского метрополитена имени Л. М. Кагановича; работал главным инженером монтажа металлоконструкций судостроительного завода в Северодвинске, высотного здания Дворца культуры и науки в Варшаве.
Л. Н. Щипакин — один из авторов конструкции самоподъёмных башенных кранов УБК-3-49 и УБК-3-49.
В 1963—1967 годах главный инженер по металлоконструкциям на строительстве Останкинской телевизионной башни.
Умер в 1979 году. Похоронен в Москве на Кунцевском кладбище.

## Награды и премии
- заслуженный строитель РСФСР (1969)
- Сталинская премия третьей степени (1949) — за разработку новых типов механизмов для монтажа металлических конструкций
- Сталинская премия третьей степени (1950) — за разработку и освоение скоростных методов сооружения каркаса административного здания на Смоленской площади в Москве
- Ленинская премия (1970) — за проект Останкинской телевизионной башни.
- орден Красной Звезды (18.9.1943)
- орден «Знак Почёта»